# Carl Hanns Pollog
Carl Hanns Pollog (* 25. Juni 1899 in Breslau; † 1975) war ein deutsch-Schweizer Verkehrsgeograph, Buchautor und Übersetzer.

## Leben
Er arbeitete in den 1920er Jahren an der Flugwetterwarte Köln. 1930 wohnte er in Weil am Rhein. 1934 zog er nach Basel, wo er 1935 die Niederlassungsbewilligung erhielt. Im selben Jahr geriet er in Konflikt mit Fritz Jaeger, der den Lehrstuhl für Geographie an der Universität Basel innehatte. Ursprung des Konflikts war, dass Jaeger ein Anhänger der Geopolitik Karl Haushofers war, die Pollog kritisierte. In der Folge wurde Pollog im nationalsozialistischen Deutschland mit einem Publikationsverbot belegt.  1952 wurde er in der Schweiz eingebürgert.
Pollog publizierte hauptsächlich zur Verkehrsgeographie, besonders zur Luftfahrt. Mehrere seiner Werke wurden in andere Sprachen übersetzt. Er selbst trat als Übersetzer von Werken Charles Alfred Bells, Ferdinand Ossendowskis und anderer in Erscheinung.

## Werke (Auswahl)

### Bücher
- Der Weltluftverkehr seine Entwicklung, Geographie und wirtschaftliche Bedeutung. Teubner, Leipzig 1929.
- Das Wetter. Herder, Freiburg i. Br. 1929.
- Hugo Junkers Ein Leben als Erfinder u. Pionier. Reissner, Dresden 1930.
- (mit Erich Tilgenkamp): In Eis und Sturm. Die verwegenen und abenteuerlichen Expeditionen in die Arktis und zum Nordpol mit Schiffen, Ski, Schlitten und Luftfahrzeugen. Aeroverlag, Zürich 1946.
- (mit Erich Tilgenkamp): Über Pole, Kontinente und Meere Flieger entdecken die Welt. Brockhaus, Wiesbaden 1949.
- (mit Erich Tilgenkamp): Pioniere der Aviatik. Tollkühne Flieger entdecken die Welt. Schweizer Verlagshaus, Zürich 1972, ISBN 3-7263-6114-6.

### Zeitschriftenaufsätze
- Die Wetterversichherung der deutschen Luftverkehrsstrecken. In: Die Umschau. Band 30, Nr. 34, 21. August 1926, S. 673–676.
- Chamisso als Geograph. In: Der Schweizer Geograph. Band 8, Nr. 1, 1931, S. 91–94 (e-periodica.ch).
- Der Luftverkehr in Sowjetrussland. In: Zeitschrift der Gesellschaft für Erdkunde zu Berlin. 1934, S. 49–56.
- Eisenbahn und Luftfahrzeug in ihrem kampf gegen die älteren Verkehrsmittel: Eine vergleichende Studie über das Aufkommen zweier neuer Verkehrsmittel in der Jetztzeit und vor hundert Jahren. In: Geographische Zeitschrift. Band 41, Nr. 12, 1935, S. 462–480.
- Die Motorisierung der Südpolarforschung. In: Mittheilungen der kaiserlich-königlichen Geographischen Gesellschaft in Wien. Band 82, 1939, S. 24–37 (onb.ac.at).
- Flugverkehr um die Erde. In: Mittheilungen der kaiserlich-königlichen Geographischen Gesellschaft in Wien. Band 80, 1937, S. 355–360 (onb.ac.at).

### Übersetzungen
- Charles Alfred Bell: Tibet einst und jetzt. Brockhaus, Leipzig 1925.
- Ferdinand Ossendowski: Die Löwin. Reissner, Dresden 1927.
- Ferdinand Ossendowski: Flammendes Afrika. Quer durch Marokko. Paul Franke, Berlin 1929.
- Anton Herman Gerard Fokker, Bruce Gould: Der fliegende Holländer. Das Leben des Fliegers und Flugzeugkonstrukteurs A. H. G. Fokker. Rascher, Zürich 1933.